# Філомена
«Філомена» (англ. Philomena) — драма режисера Стівена Фрірза (Stephen Frears) спільного виробництва Великої Британії, США та Франції, 2013 року. У головних ролях Джуді Денч (Judi Dench), Стів Куґан (Steve Coogan, також був сценаристом і продюсером). Стрічка створена на основі книги Мартина Сиксміта
Сценаристом також був Джеф Поуп, продюсерами — Трейсі Сіворд і Ґабріель Тана. Вперше фільм продемонстрували 31 серпня 2013 року в Італії на Венеційському кінофестивалі.
В Україні у кінопрокаті прем'єра фільму відбулась на 27 лютого 2014 року.

## Сюжет
Перед журналістом і телеведучим Мартином Сиксмітом після звільнення з роботи постає питання, що робити далі. Водночас він зустрічається з дівчиною, яка стверджує, що її мама Філомена колись народила хлопчика і була змушена віддати його на усиновлення.
Філомена — ірландська жінка, не змогла зазнати материнського щастя, оскільки народила ще в підлітковому віці і її вчинок не був схвалений оточенням. Хлопчика забрали і його усиновила американська сім'я, а Філомену відправили на перевиховання у місцевий монастир, де уже з перших днів вона змушена була терпіти різні приниження.
Філомена змогла вирватися з монастиря і їй вдалося прожити гідне життя. Однак, їй не вдалося відшукати сина і журналіст намагається допомогти їй.

## У ролях
| Актор              | Персонаж                             | Роль                            |
| ------------------ | ------------------------------------ | ------------------------------- |
| Джуді Денч         | Філомена Лі англ. Philomena Lee      | ірландська жінка                |
| Стів Куґан         | Мартин Сиксміт англ. Martin Sixsmith | журналіст, радіо- і телеведучий |
| Мішель Фейрлі      | Саллі Мітчелл англ. Sally Mitchell   |                                 |
| Барбара Джеффорд   | Гільдеґард англ. Hildegarde          | монахиня                        |
| Софі Кеннеді Кларк | Філомена Лі англ. Philomena Lee      | молода Філомена                 |
| Кейт Флітвуд       | Гільдеґард англ. Hildegarde          | молода монахиня                 |

## Сприйняття

### Критика
Фільм отримав позитивні відгуки: Rotten Tomatoes дав оцінку 92 % на основі 164 відгуків від критиків (середня оцінка 7,9/10) і 91 % від глядачів із середньою оцінкою 4,2/5 (28,890 голосів). Загалом на сайті фільм має позитивний рейтинг, він одержав «дозрілий помідор» від кінокритиків і «попкорн» від глядачів, Internet Movie Database — 7,9/10 (7 110 голосів), Metacritic — 76/100 (41 відгук критиків) і 7,9/10 від глядачів (59 голосів). Загалом на цьому ресурсі від критиків і від глядачів фільм отримав позитивні відгуки.

### Касові збори
Під час показу у Великій Британії, що розпочався 1 листопада 2013 року, протягом першого тижня фільм показали у 506 кінотеатрах і він зібрав 2,404,390 $, що на той час дозволило йому зайняти 4 місце серед усіх прем'єр. Станом на 17 січня 2014 року показ фільму триває 11 тижнів і за цей час фільм зібрав у прокаті у Великій Британії 17,306,294  доларів США.
Під час показу у США протягом першого (вузького, з 22 листопада 2013 року) тижня фільм показали у 4 кінотеатрах і він зібрав 128,435 $, що на той час дозволило йому зайняти 28 місце серед усіх прем'єр. Наступного (широкого, з 27 листопада 2013 року) тижня фільм показали у 835 кінотеатрах і він зібрав 3,676,001 $ (8 місце). Станом на 17 січня 2014 року показ фільму триває 57 днів (8,1 тижня) і за цей час фільм зібрав у прокаті у США 23,112,000  доларів США (за іншими даними 22,762,484 $), а у решті країн 36,715,584 $ (за іншими даними 33,000,000 $), тобто загалом 59,827,584 $ (за іншими даними 55,762,484 $).

### Нагороди й номінації[11]
| Рік  | Нагорода                                           | Категорія                    | Номінант               | Результат |
| ---- | -------------------------------------------------- | ---------------------------- | ---------------------- | --------- |
| 2013 | Венеційський кінофестиваль                         | Золотий лев                  | стрічка                | Номінація |
| 2013 | Венеційський кінофестиваль                         | Найкращий сценарій           | Стів Куґан, Джефф Поуп | Перемога  |
| 2013 | Венеційський кінофестиваль                         | Блакитний лев                | Стівен Фрірз           | Перемога  |
| 2014 | 71-ша церемонія вручення нагороди «Золотий глобус» | Найкращий фільм — драма      | стрічка                | Номінація |
| 2014 | 71-ша церемонія вручення нагороди «Золотий глобус» | Найкраща жіноча роль — драма | Джуді Денч             | Номінація |
| 2014 | 71-ша церемонія вручення нагороди «Золотий глобус» | Найкращий сценарій           | Стів Куґан, Джефф Поуп | Номінація |